# Campeonato Europeu de Hóquei em Patins Masculino de 1969
O Campeonato Europeu de 1969 foi a 29.ª edição do Campeonato Europeu de Hóquei em Patins.

## Participantes
| País               | Participação | Melhor Resultado                                                                  |
| Portugal           | 24.ª         | Campeão (1947, 1948, 1949, 1950, 1952, 1956, 1959, 1961, 1963, 1965 e 1967)       |
| Espanha            | 18.ª         | Campeão (1951, 1954, 1955 e 1957)                                                 |
| Holanda            | 15.ª         | 3.º Lugar (1963 e 1967)                                                           |
| Itália             | 27.ª         | Campeão (1953)                                                                    |
| Suíça              | 29.ª         | 2.º Lugar (1937)                                                                  |
| Alemanha Ocidental | 25.ª         | 2.º Lugar (1932 e 1934)                                                           |
| França             | 28.ª         | 2.º Lugar (1926, 1927, 1928, 1930 e 1931)                                         |
| Inglaterra         | 29.ª         | Campeão (1926, 1927, 1928, 1929, 1930, 1931, 1932, 1934, 1936, 1937, 1938 e 1939) |
| Bélgica            | 28.ª         | 2.º Lugar (1947)                                                                  |
| ------------------ | ------------ | --------------------------------------------------------------------------------- |

## Resultados
|                    | Espanha | Portugal | Países Baixos | França | Suíça | Alemanha | Itália | Bélgica | Inglaterra |
| ------------------ | ------- | -------- | ------------- | ------ | ----- | -------- | ------ | ------- | ---------- |
| Espanha            |         | 1-0      | 5-1           | 6-1    | 4-1   | 8-0      | 10-1   | 9-0     | 5-2        |
| Portugal           |         |          | 3-1           | 5-0    | 2-0   | 7-0      | 3-1    | 8-3     | 15-2       |
| Holanda            |         |          |               | 4-1    | 0-1   | 3-2      | 3-2    | 3-2     | 4-1        |
| França             |         |          |               |        | 4-6   | 4-2      | 4-0    | 5-3     | 10-4       |
| Suíça              |         |          |               |        |       | 3-4      | 3-1    | 3-4     | 4-2        |
| Alemanha Ocidental |         |          |               |        |       |          | 6-3    | 5-2     | 3-3        |
| Itália             |         |          |               |        |       |          |        | 6-2     | 7-2        |
| Bélgica            |         |          |               |        |       |          |        |         | 4-2        |
| Inglaterra         |         |          |               |        |       |          |        |         |            |

## Classificação final
| Lugar | Seleção            | J | V | E | D | P  | GM | GS | Dif. |
| ----- | ------------------ | - | - | - | - | -- | -- | -- | ---- |
|       | Espanha            | 8 | 8 | 0 | 0 | 16 | 48 | 6  | +42  |
|       | Portugal           | 8 | 7 | 0 | 1 | 14 | 43 | 8  | +35  |
|       | Holanda            | 8 | 5 | 0 | 3 | 10 | 19 | 17 | +2   |
| 4     | França             | 8 | 4 | 0 | 4 | 8  | 26 | 30 | -4   |
| 5     | Suíça              | 8 | 4 | 0 | 4 | 8  | 21 | 21 | 0    |
| 6     | Alemanha Ocidental | 8 | 3 | 1 | 4 | 7  | 22 | 33 | -11  |
| 7     | Itália             | 8 | 2 | 0 | 6 | 4  | 21 | 33 | -12  |
| 8     | Bélgica            | 8 | 2 | 0 | 6 | 4  | 20 | 41 | -21  |
| 9     | Inglaterra         | 8 | 0 | 1 | 7 | 1  | 18 | 49 | -31  |

| Campeões Europeus 1969 |
| ---------------------- |
| Espanha                |
| ESPANHA 5.º Título     |